# Pterygota
Pour les articles homonymes, voir Pterygota (genre végétal).
Sous-classe
Infra-classes de rang inférieur
- Neoptera
- Paleoptera

Les ptérygotes (Pterygota) sont une sous-classe d'insectes à part (en opposition aux aptérygotes) dans la classification de Bey-Bienko. Ptérygote signifie « ailé ». Les insectes ptérygotes sont normalement ailés à l'état adulte bien que certains représentants aient pu devenir secondairement aptères (sans ailes), après avoir eu des ancêtres ailés. 
Ils sont classifiés parmi les Dicondylia (un taxon également du rang de la sous-classe), en raison du caractère dicondylien (qui présente deux condyles) de leur articulation mandibulaire.

## Caractéristiques
- Une articulation mandibulaire dicondylienne ;
- Des métamorphoses au cours de leur développement (d'où l'adjectif hétérométaboles) et jamais de mue postérieure à l'apparition de la maturité sexuelle (imago) ;
- Deux paires d'ailes sur le deuxième et le troisième segment thoracique, qui peuvent être apparues au Dévonien à partir d'extensions sensorielles (détection des vibrations) ou thermorégulatrices[1], et avoir secondairement disparu au cours de l'évolution (une paire chez les diptères, l'autre étant souvent relictuellement présente, transformée en balancier ou en élément équilibrateur). Chez d'autres groupes, ce sont les deux ailes qui ont disparu (chez la fourmi ouvrière), ou chez des ectoparasites comme les morpions, puces ou poux. Chez la cochenille, seule la femelle est aptère. Certains papillons femelles n'ont plus que des ailes vestigielles.

## Classification
Les insectes ptérygotes sont classés en se basant sur la structure de la nervation alaire et la forme des ailes au repos. 
Deux principales sections de super-ordres sont identifiées, selon ITIS :
- infra-classe Neoptera, les néoptères
- infra-classe Palaeoptera, les paléoptères

Les ptérygotes se répartissent en un total de 36 ordres dont 8 sont fossiles. Les 25 ordres actuellement représentés sont formés d'insectes normalement ailés bien qu'un certain nombre d'entre eux aient perdu leurs ailes au cours de l'évolution. 
Selon le type de formation des ailes et le degré de métamorphose, les ptérygotes peuvent se scinder en deux catégories : 
- les exoptérygotes,
- les endoptérygotes.

En regard des métamorphoses, les ptérygotes ailés peuvent aussi se classer en deux catégories bien distinctes : 
- les holométaboles,
- les hétérométaboles, eux-mêmes sous-divisés en paurométaboles et en hémimétaboles.

## Remarques
L'origine évolutive des ailes n'est pas la même que celle des pattes ou des antennes/pièces buccales, etc., les ailes ne sont pas des appendices arthropodiens transformés. Ce sont en fait des évaginations de tégument.

## Liste des ordres et infra-classes
| D'après ITIS (30 décembre 2015) : - infra-classe Neoptera - super-ordre Neuropterida - ordre Neuroptera - ordre Megaloptera - ordre Raphidioptera - super-ordre Holometabola - ordre Coleoptera - ordre Strepsiptera - ordre Mecoptera - ordre Trichoptera - ordre Lepidoptera - ordre Diptera - ordre Siphonaptera - ordre Hymenoptera - super-ordre Paraneoptera - ordre Hemiptera - ordre Psocodea - ordre Thysanoptera - super-ordre Polyneoptera - ordre Orthoptera - ordre Grylloblattodea - ordre Dermaptera - ordre Embioptera - ordre Plecoptera - ordre Zoraptera - ordre Mantophasmatodea - ordre Phasmida - ordre Blattodea - ordre Mantodea - infra-classe Palaeoptera - ordre Ephemeroptera - ordre Odonata | Selon World Register of Marine Species (30 décembre 2015) : - ordre Coleoptera - ordre Dermaptera - ordre Diptera - ordre Ephemeroptera - ordre Hemiptera - ordre Hymenoptera - ordre Megaloptera - ordre Odonata - ordre Orthoptera - ordre Phthiraptera - ordre Plecoptera - ordre Thysanoptera - ordre Trichoptera |

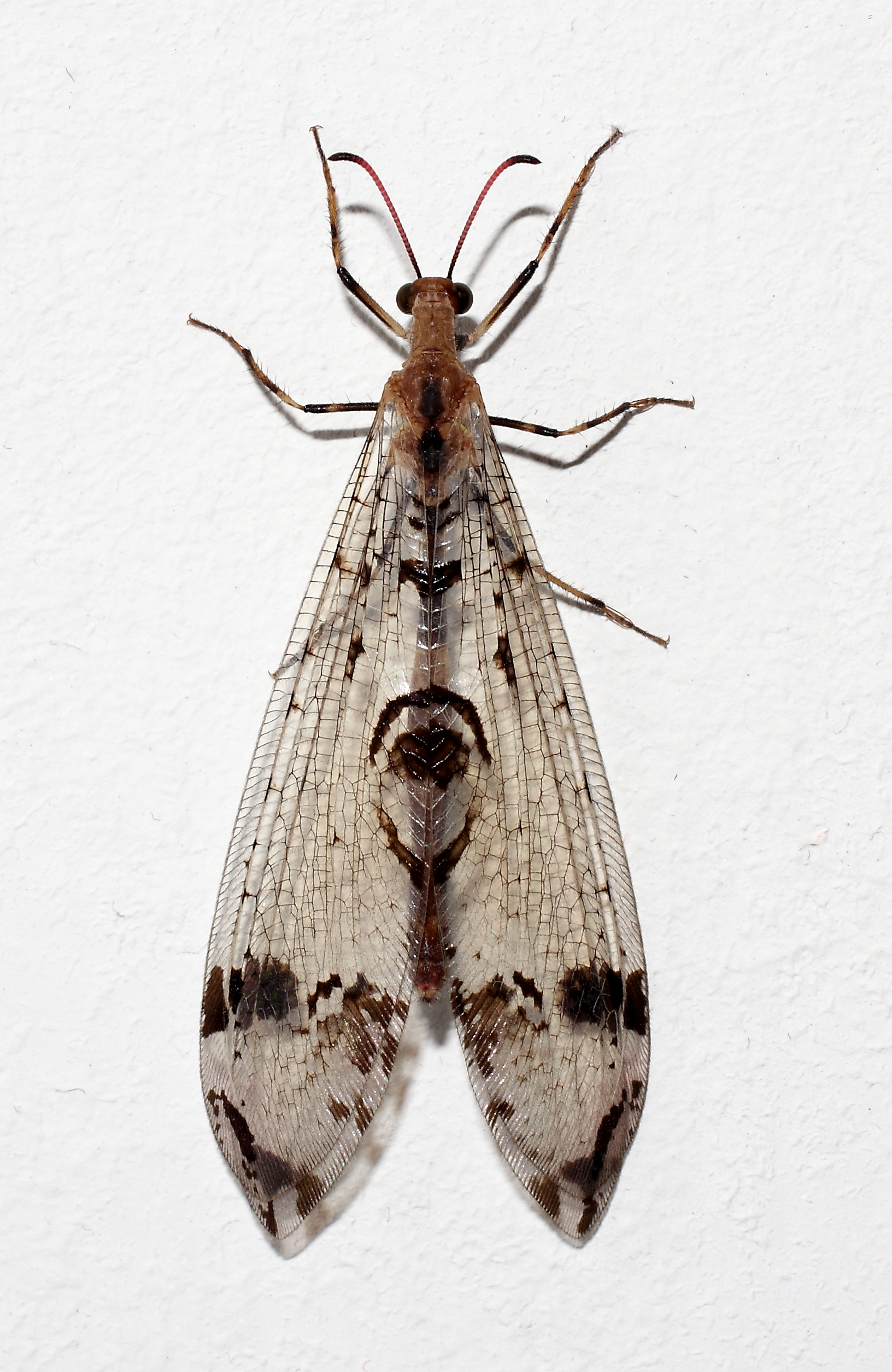
Dendroleon pantherinus (Neuroptera)
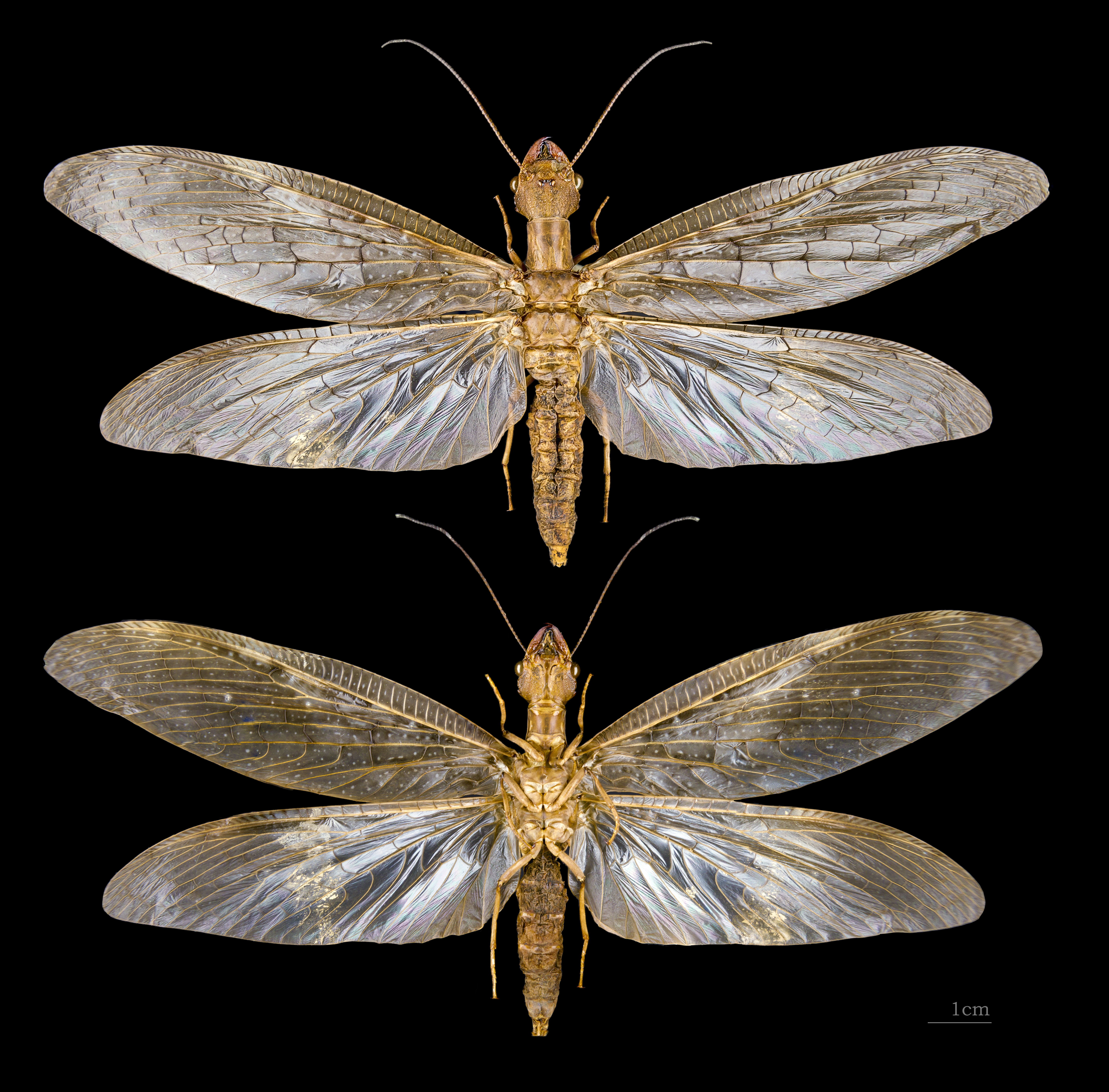
Corydalus cornutus (Megaloptera)
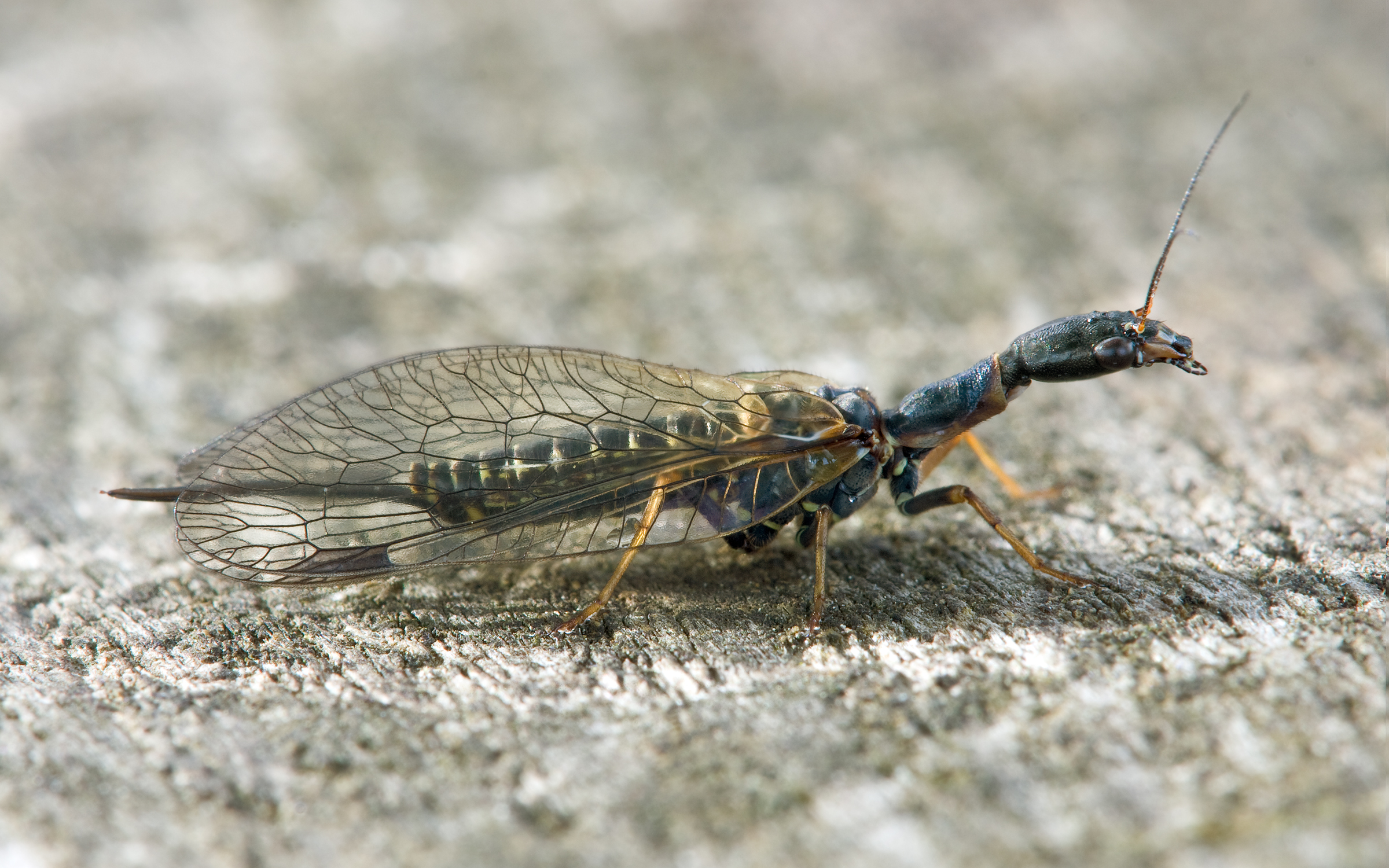
Phaeostigma major (Raphidioptera)
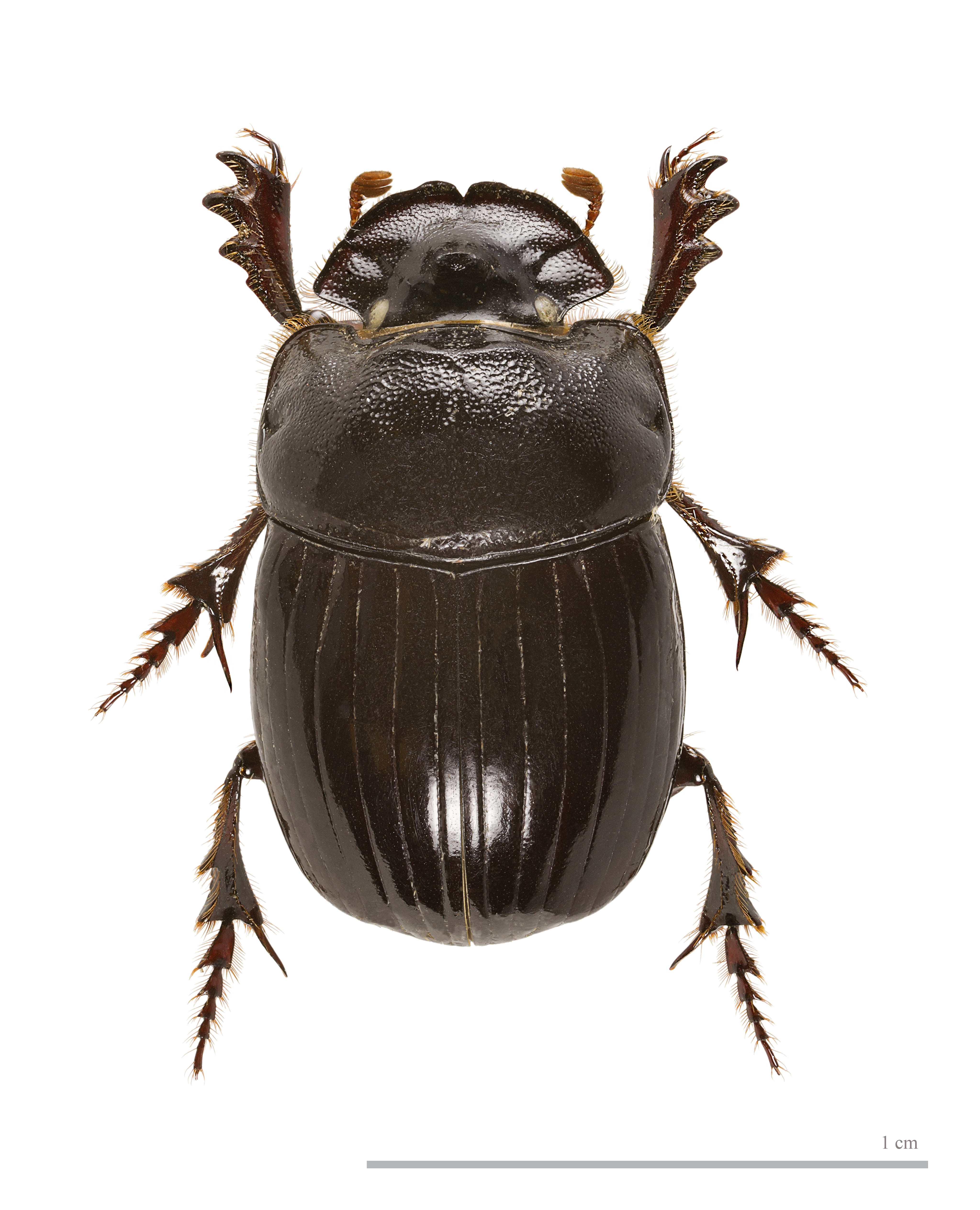
Copris lunaris (Coleoptera)
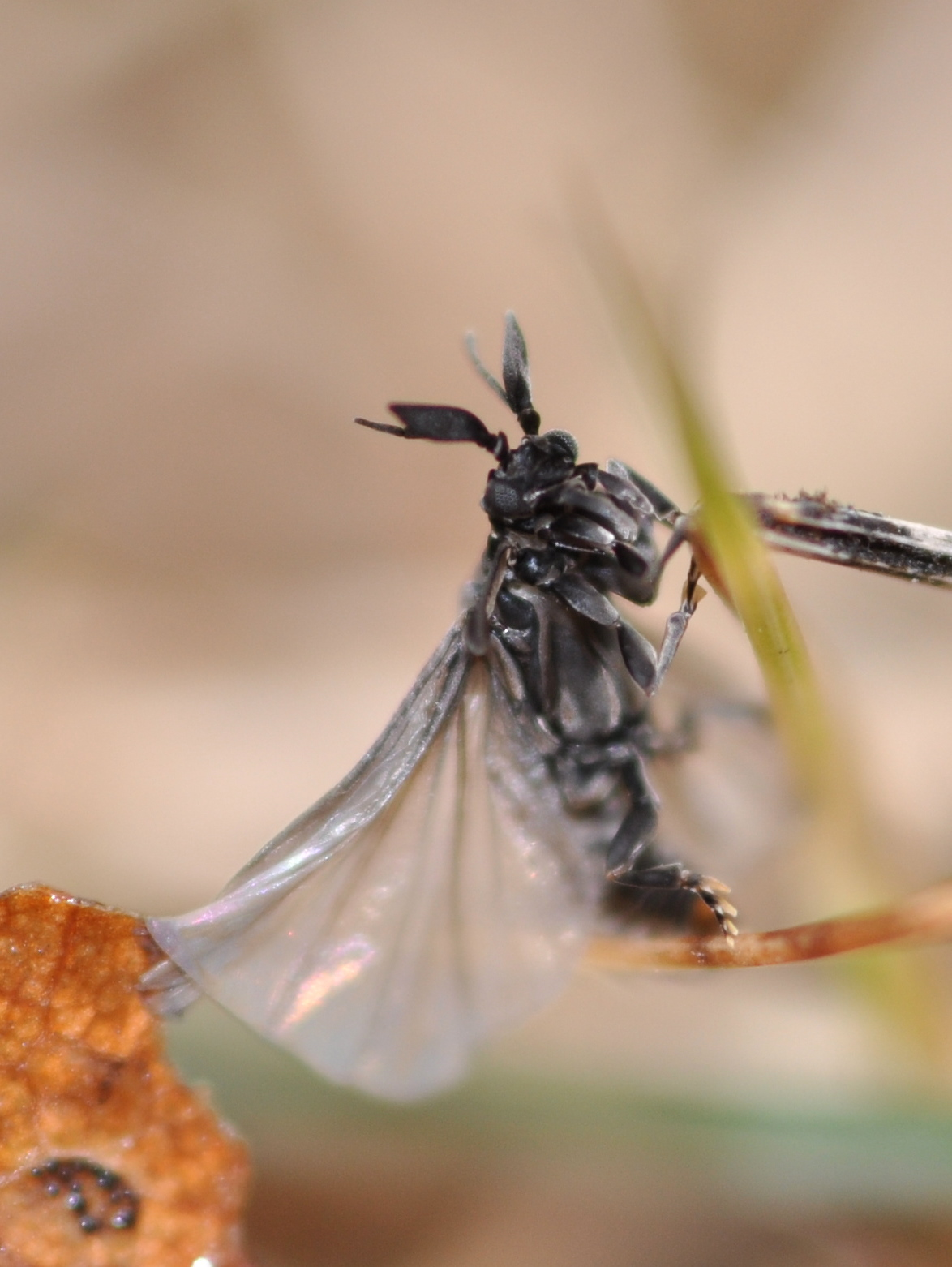
Stylops melittae (Strepsiptera)
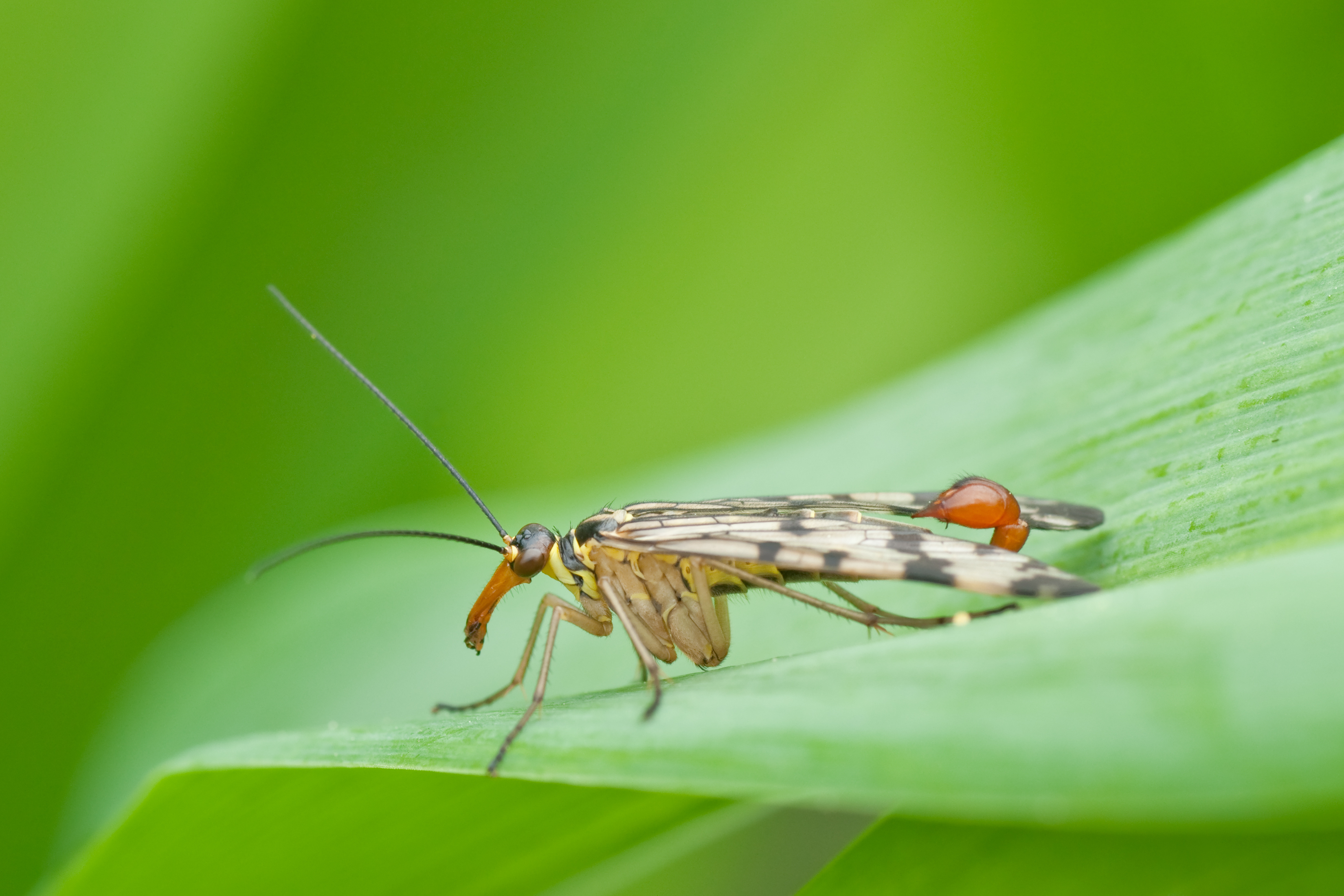
Panorpa communis (Mecoptera)
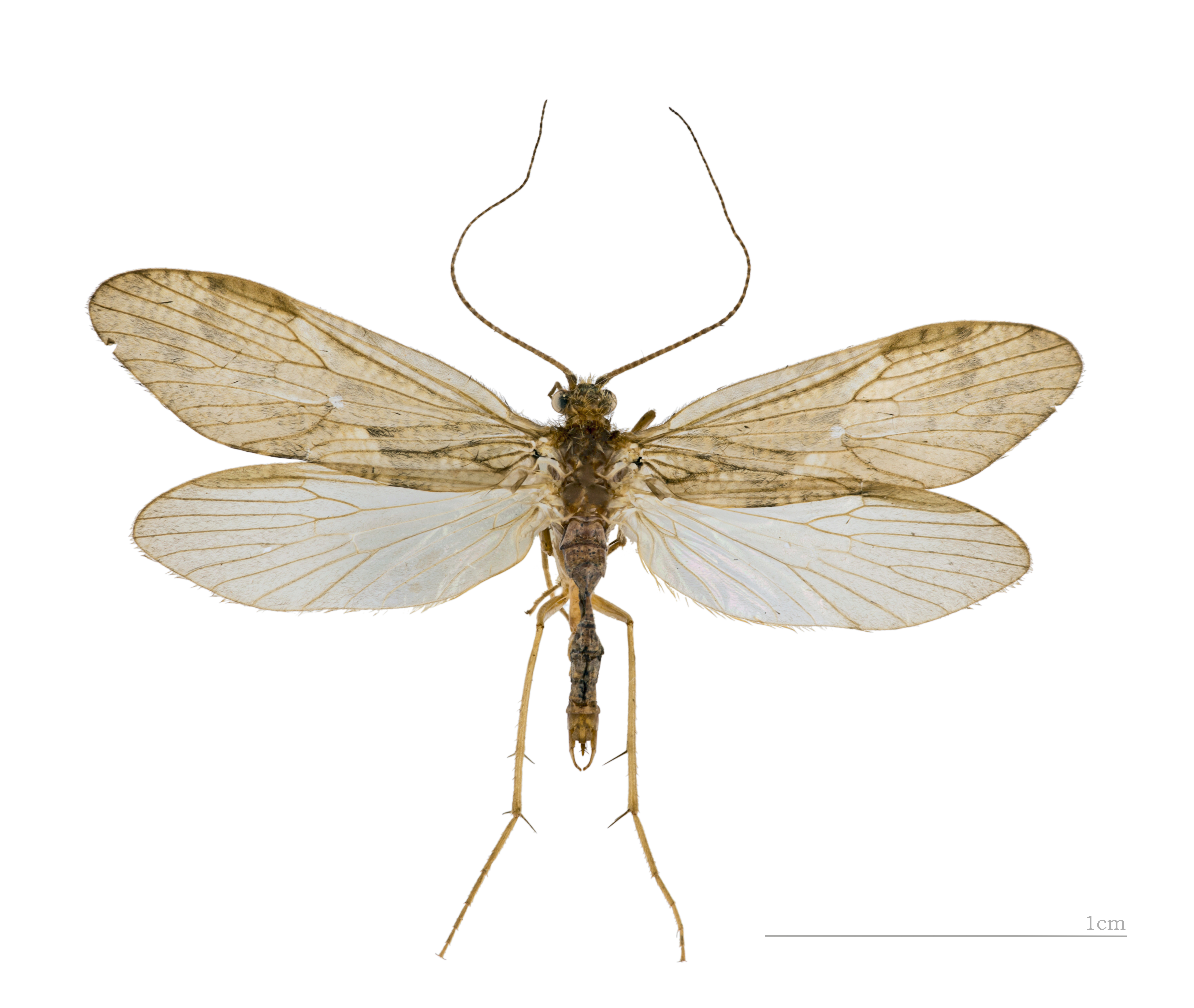
Rhyacophila dorsalis (Trichoptera)
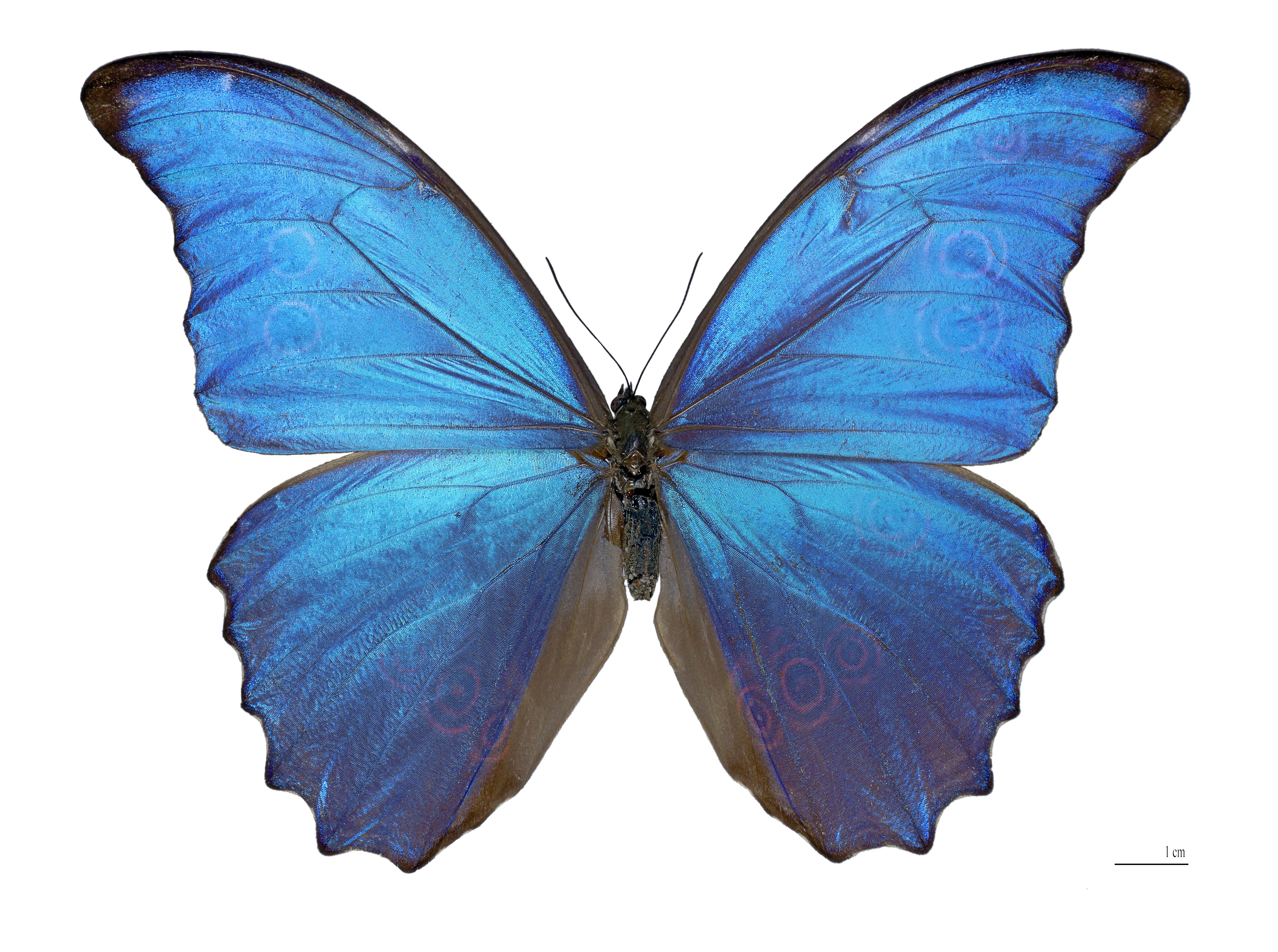
Morpho didius (Lepidoptera)
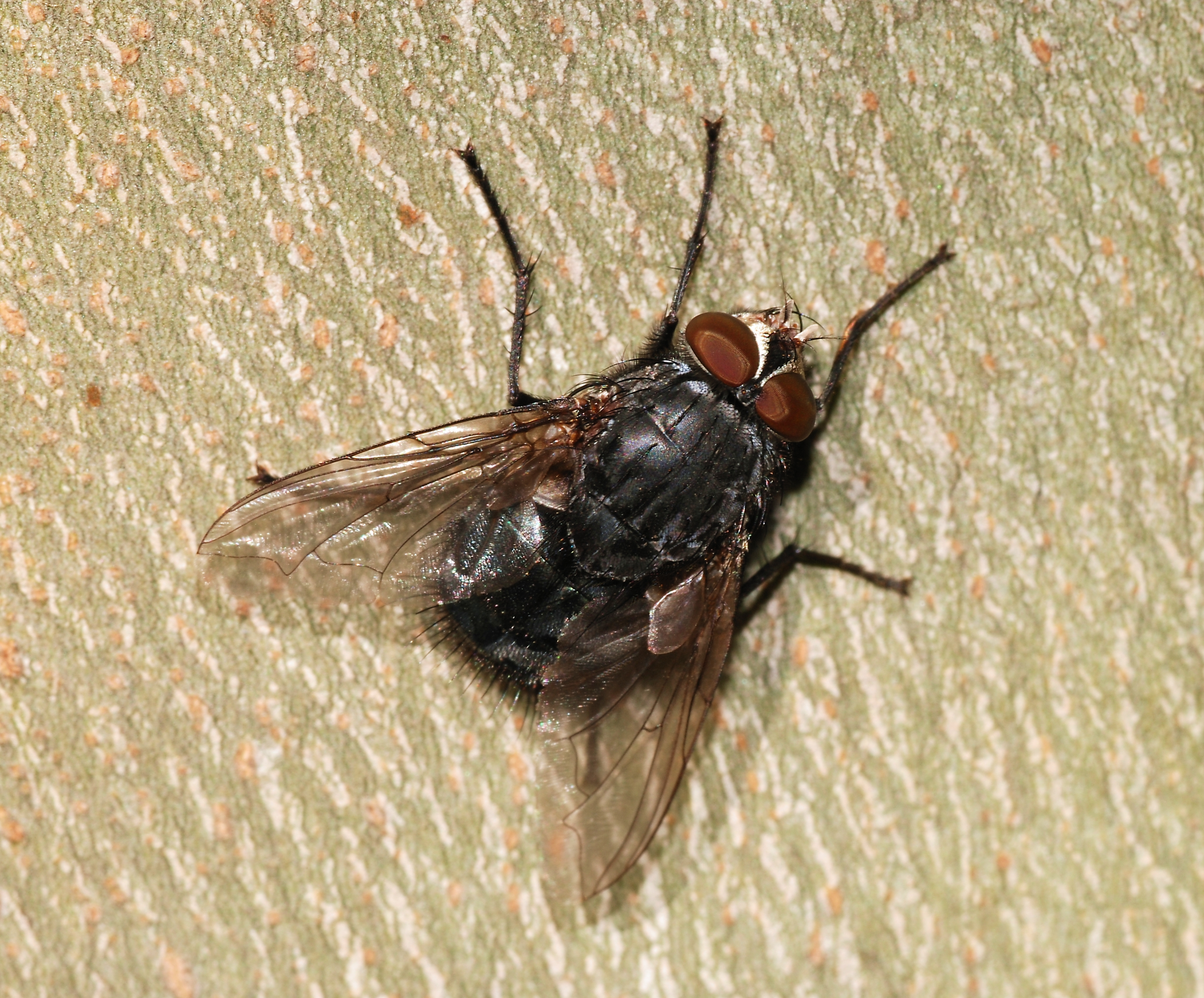
Calliphora vicina (Diptera)
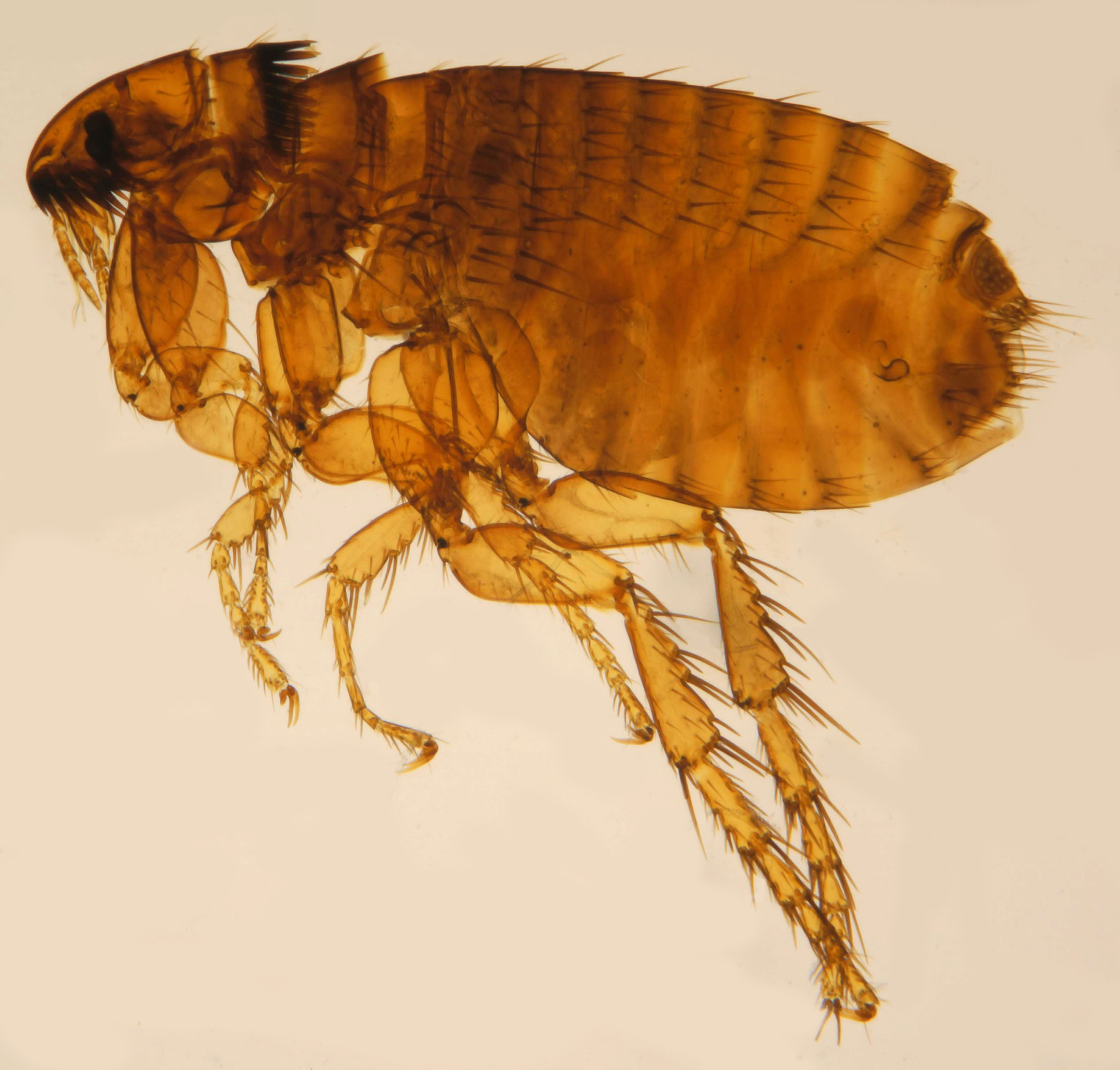
Ctenocephalides felis (Siphonaptera)
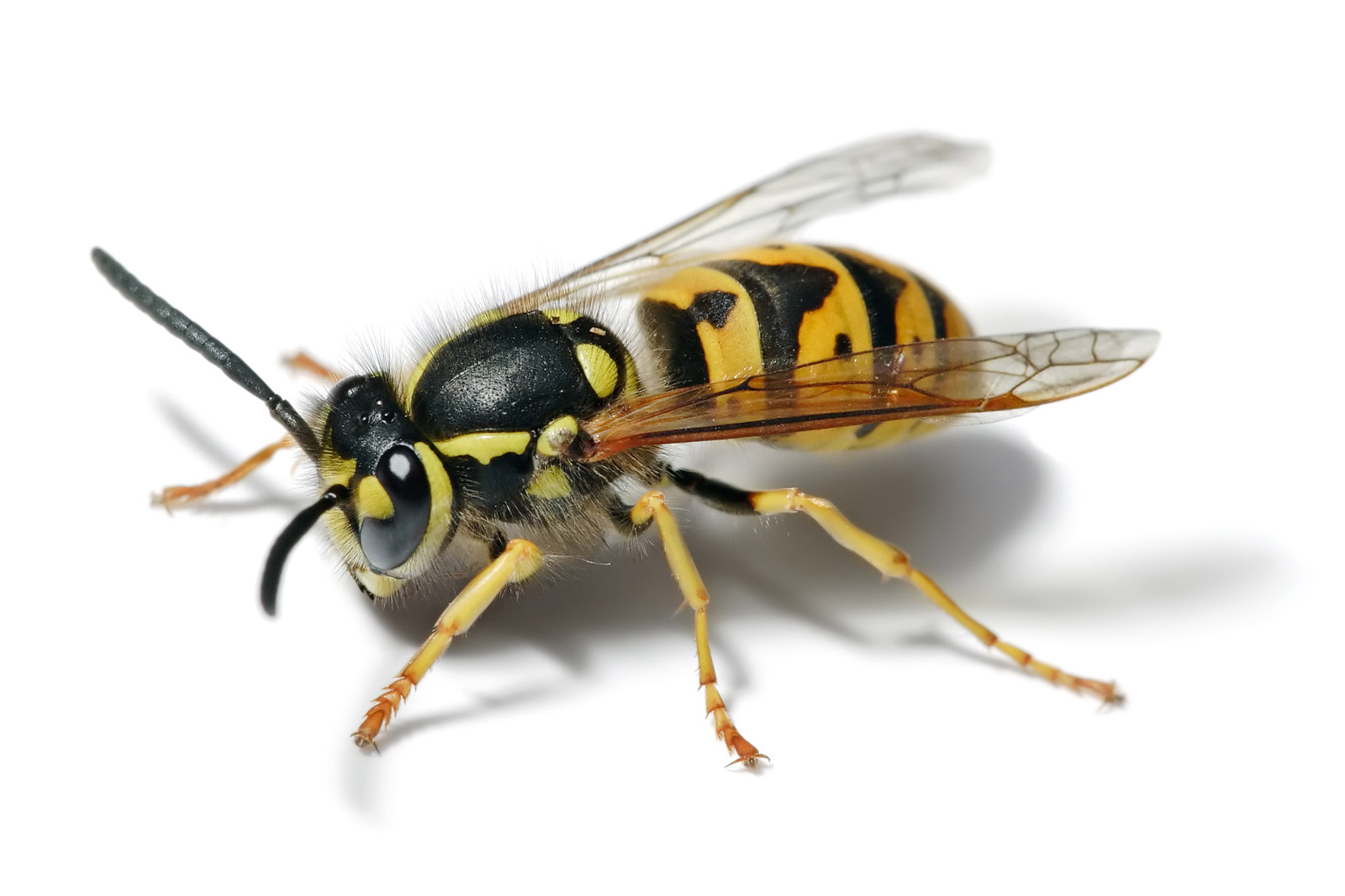
Vespula germanica (Hymenoptera)
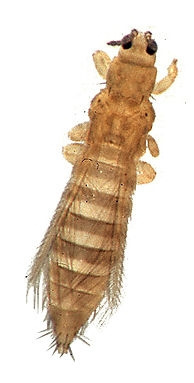
Thrips tabaci (Thysanoptera)
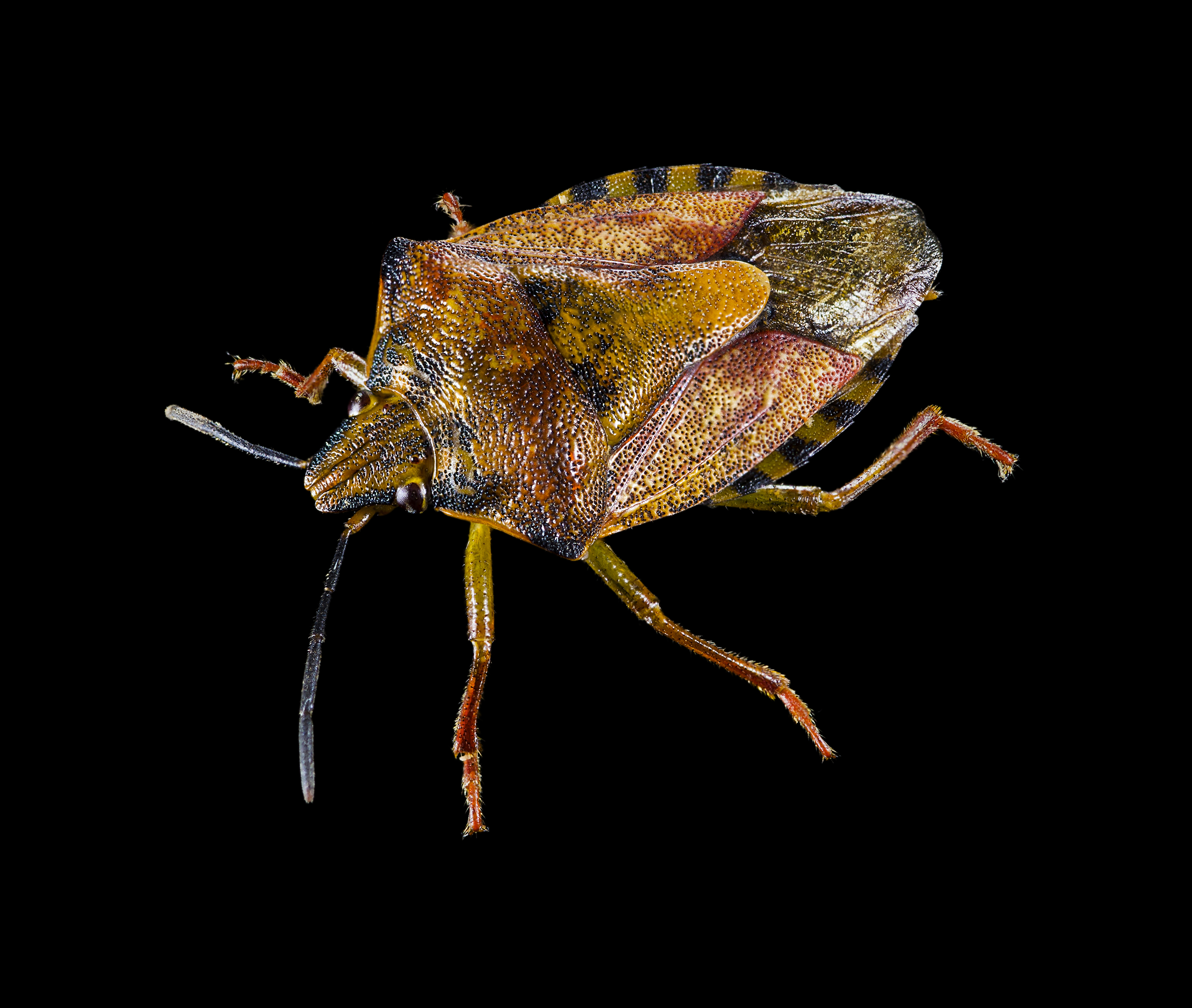
Carpocoris purpureipennis (Hemiptera)
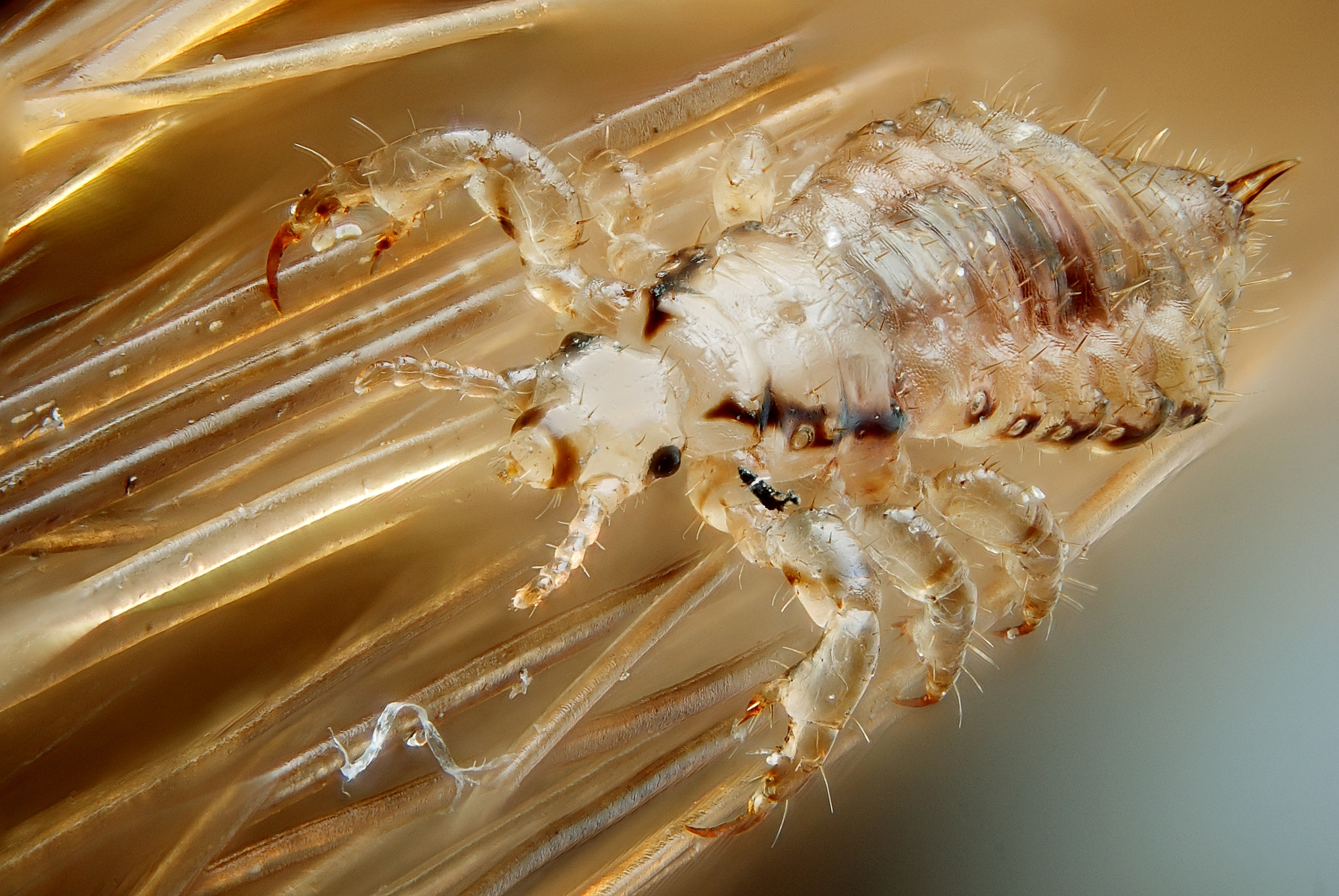
Pediculus humanus (Psocodea)
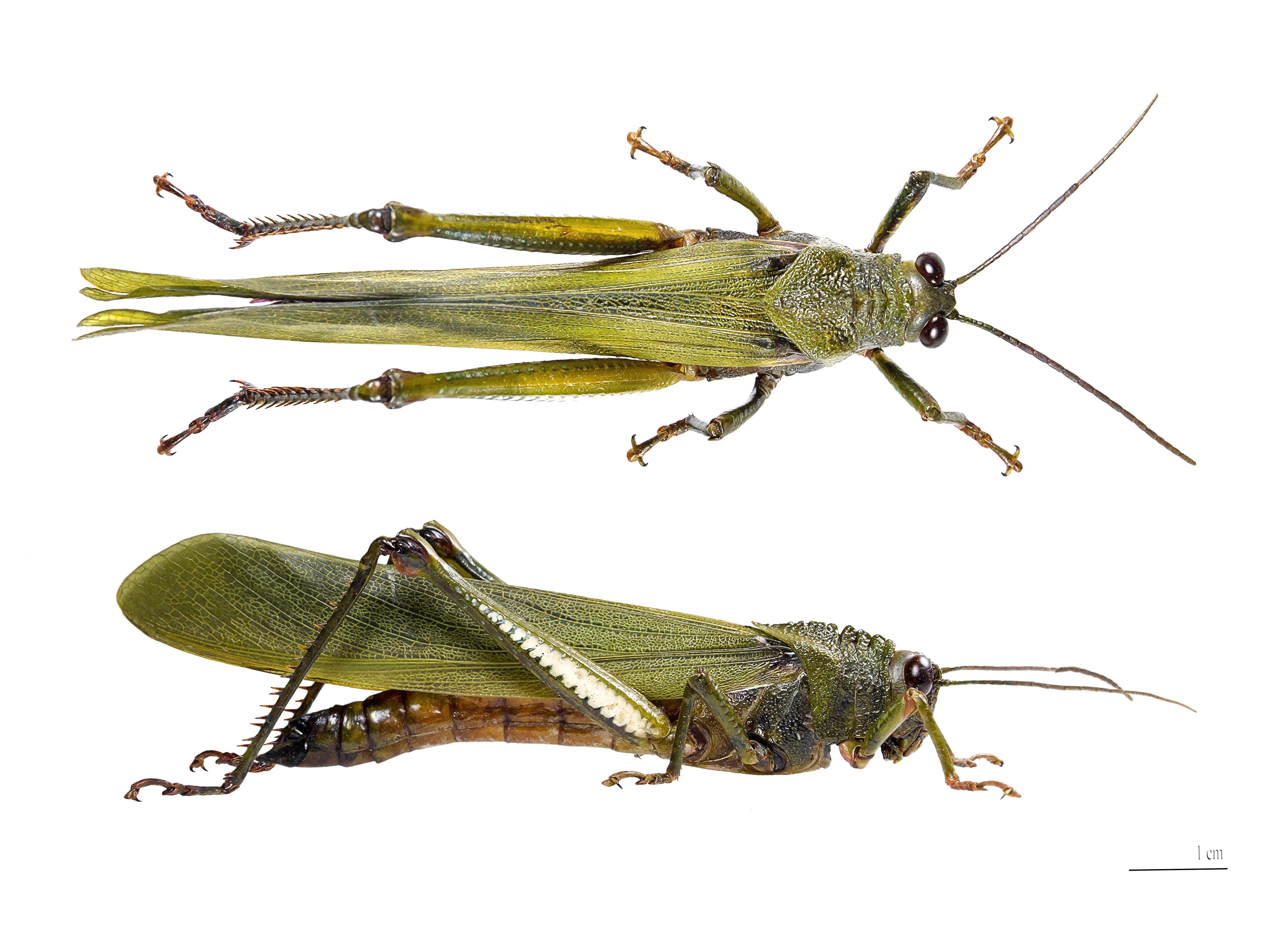
Titanacris albipes (Orthoptera)
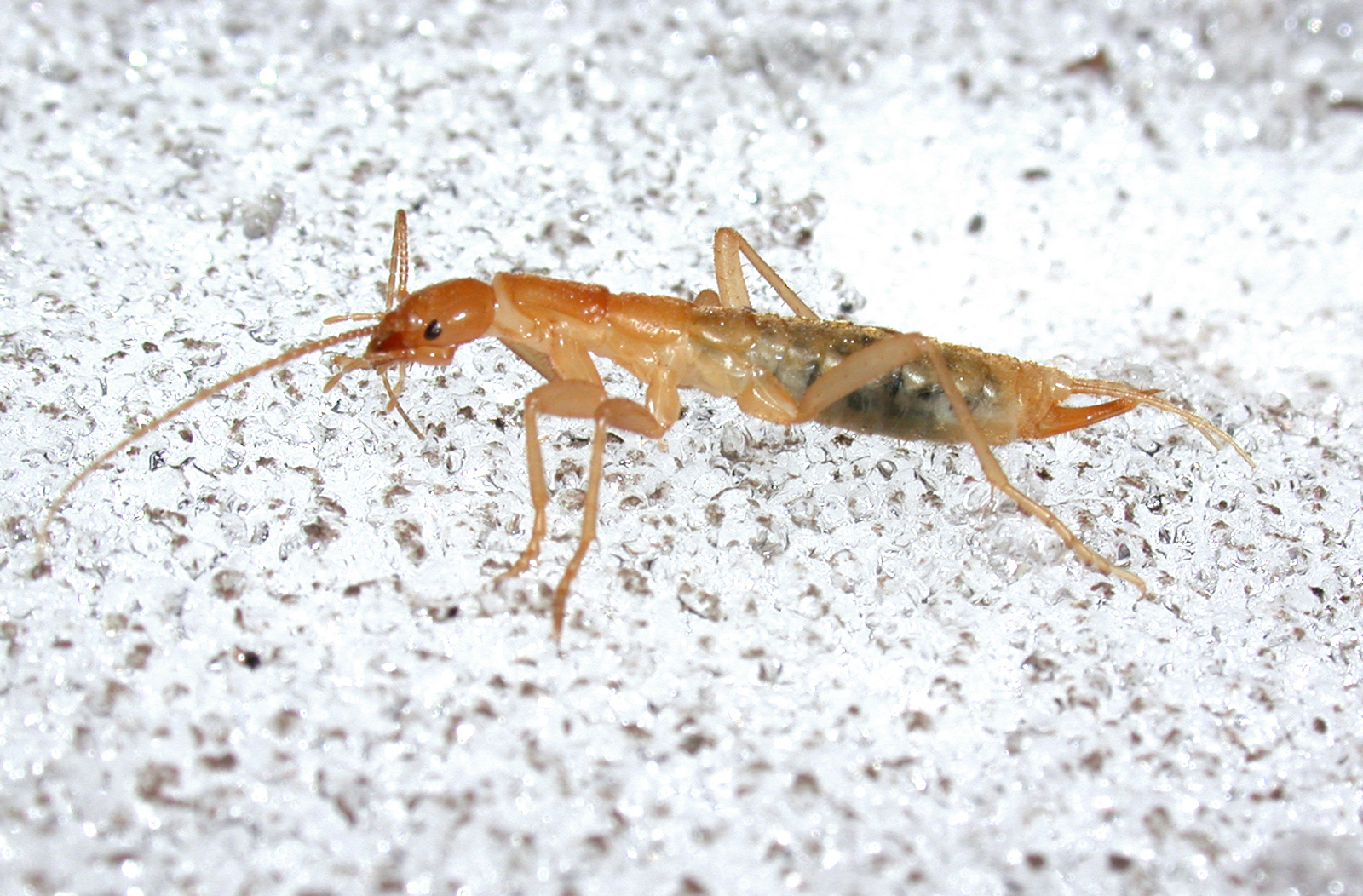
Grylloblatta sp. (Grylloblattodea)
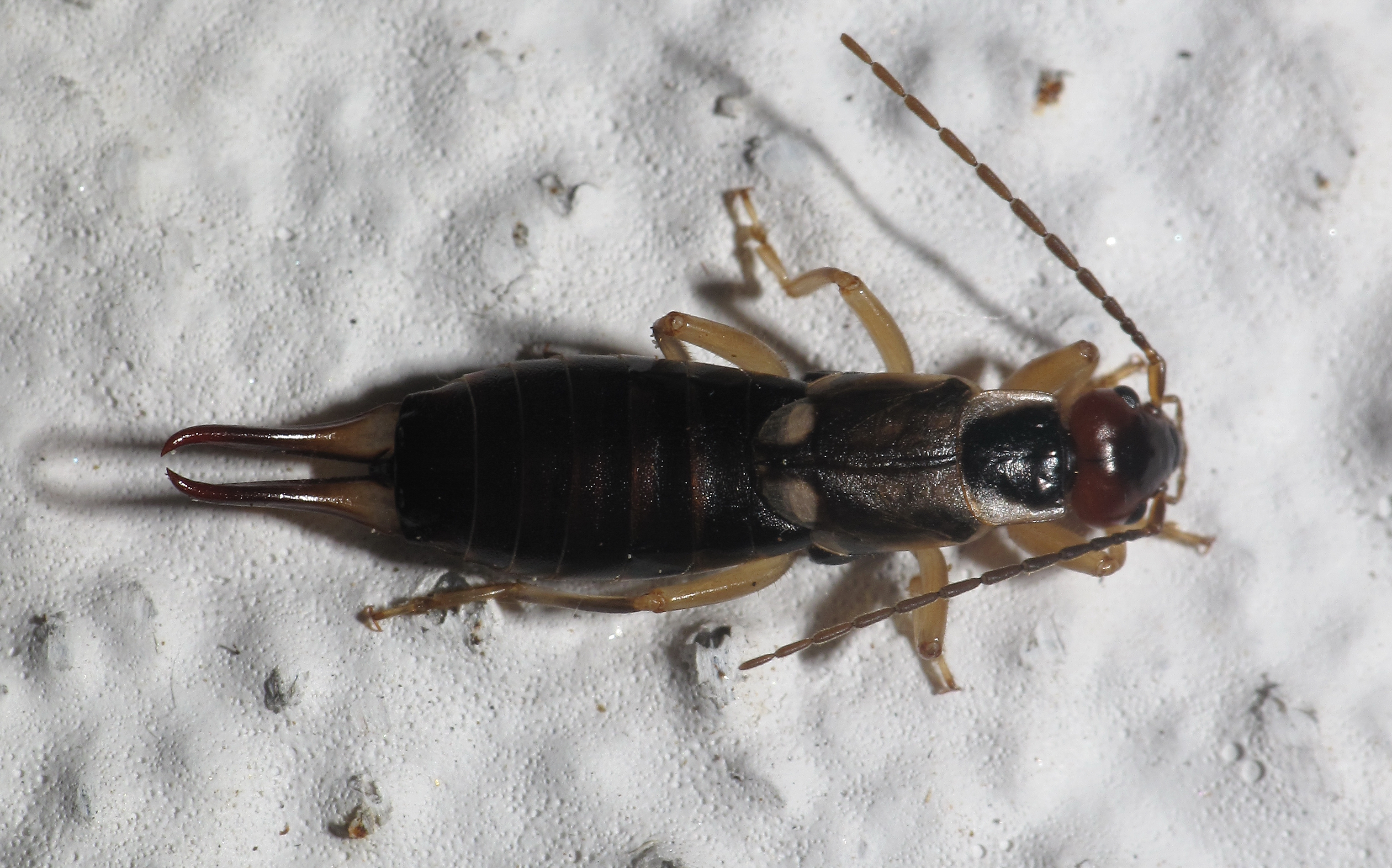
Forficula auricularia (Dermaptera)
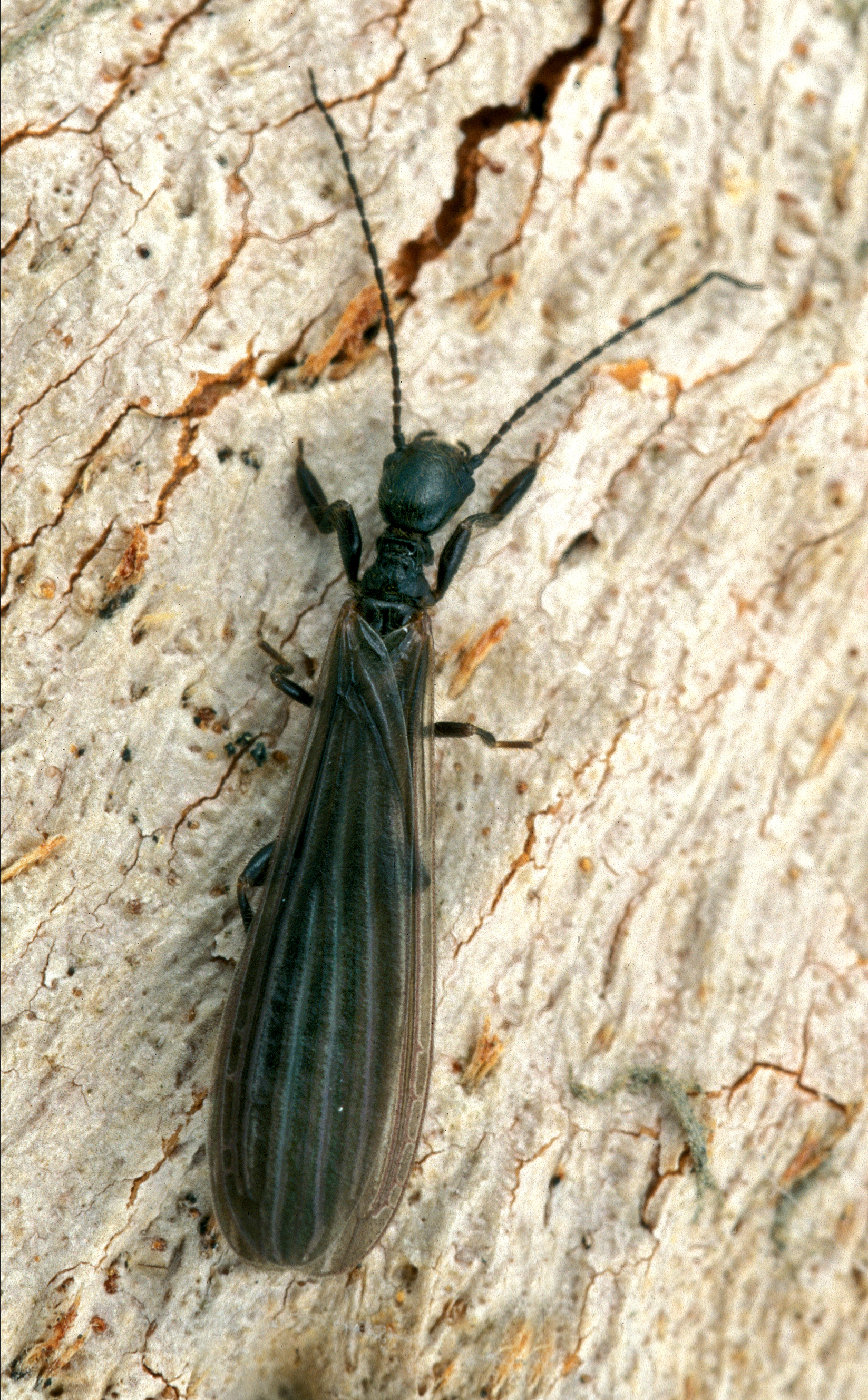
Un Embioptera
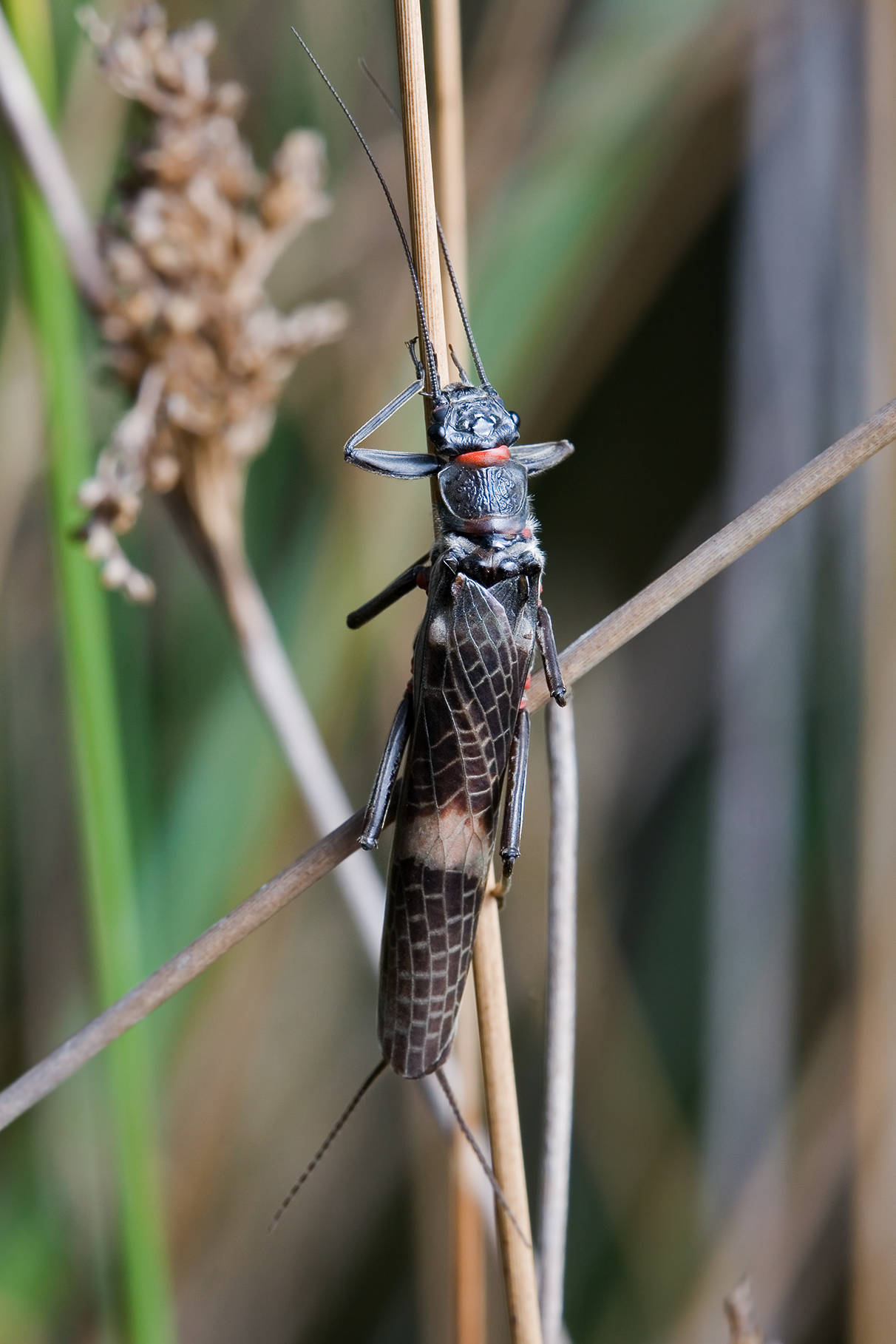
Eusthenia sp. (Plecoptera)
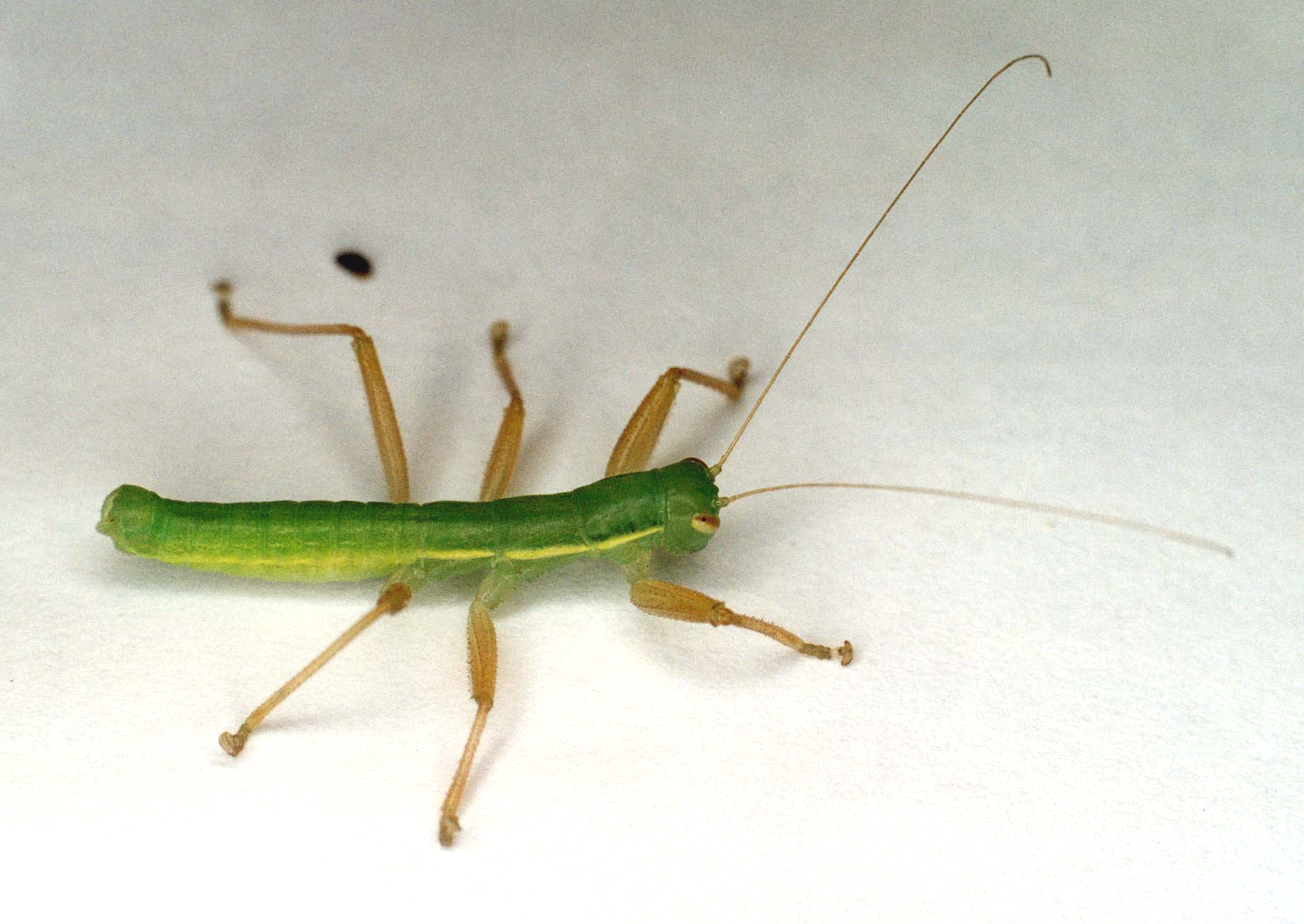
Mantophasma zephyra (Mantophasmatodea)
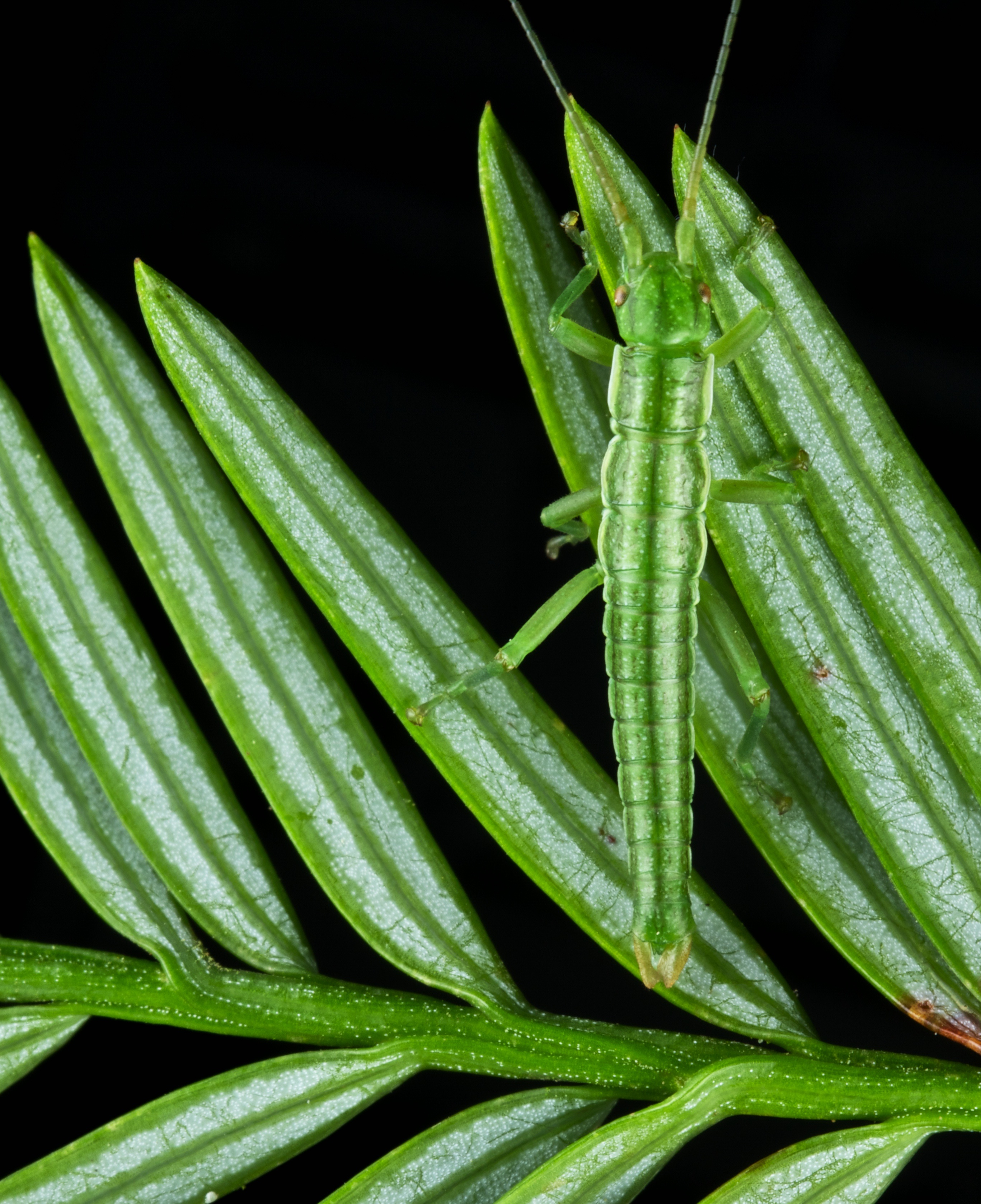
Timema poppensis (Phasmida)
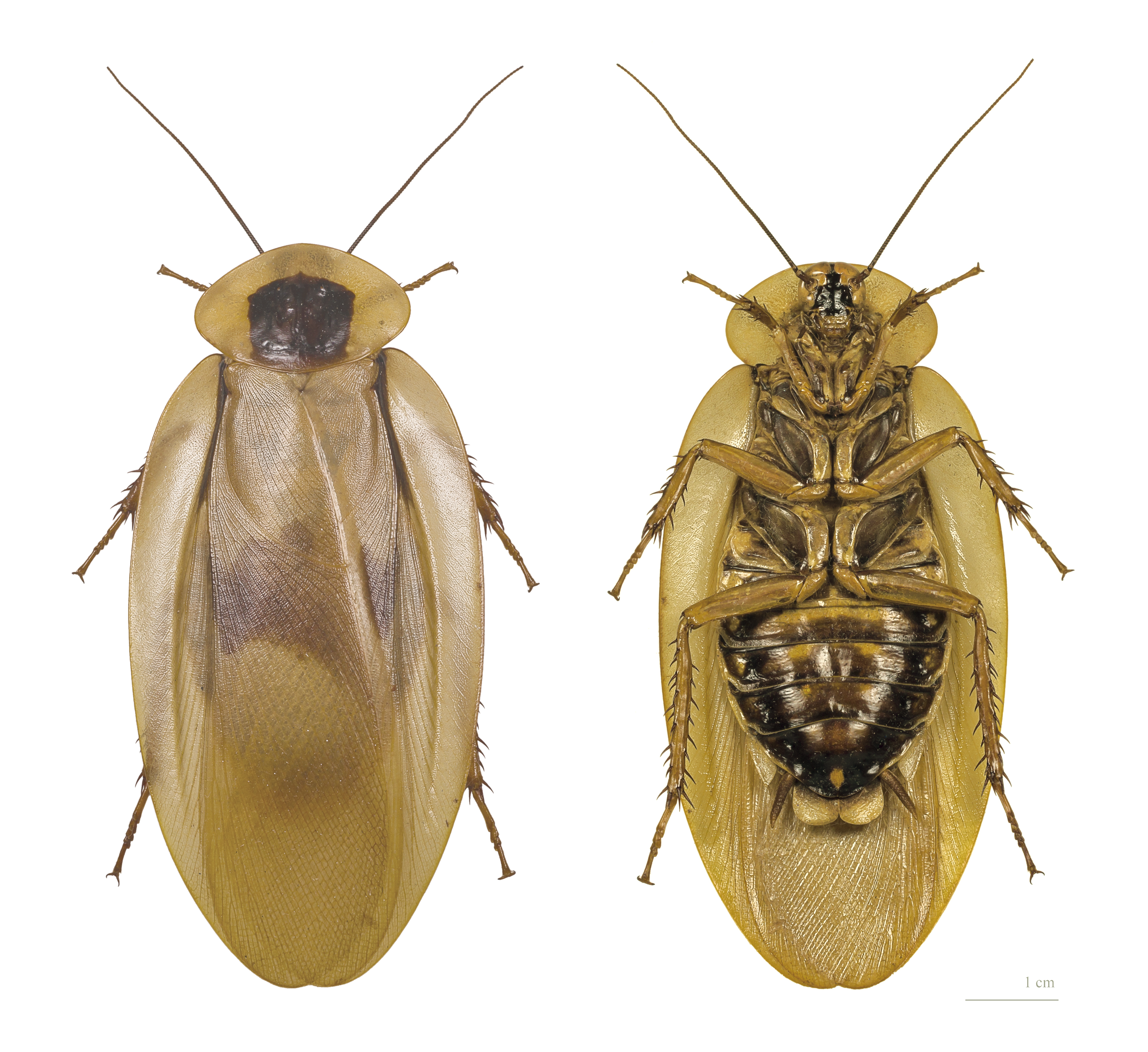
Blaberus giganteus (Blattodea)
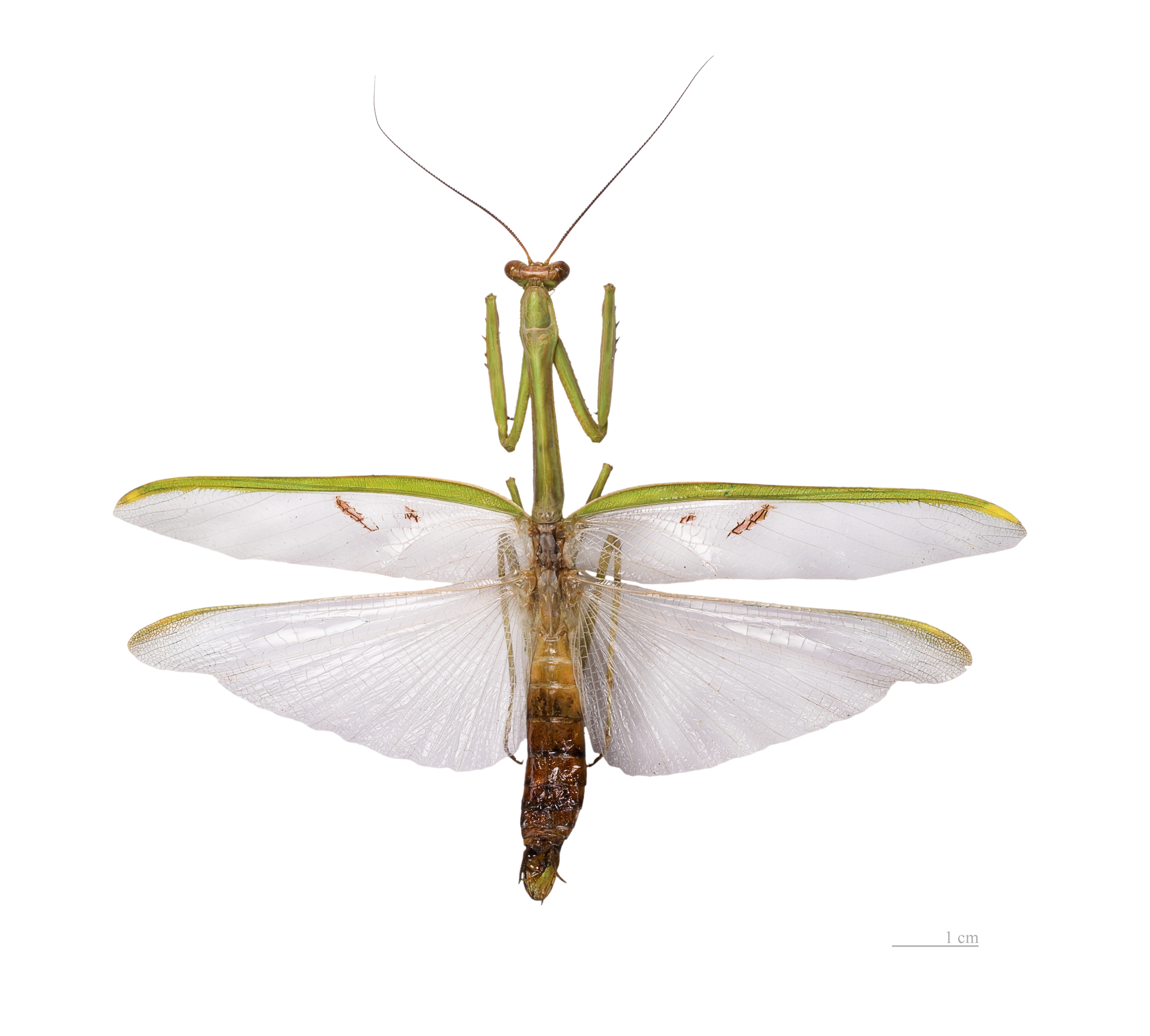
Stagmatoptera flavipennis (Mantodea)
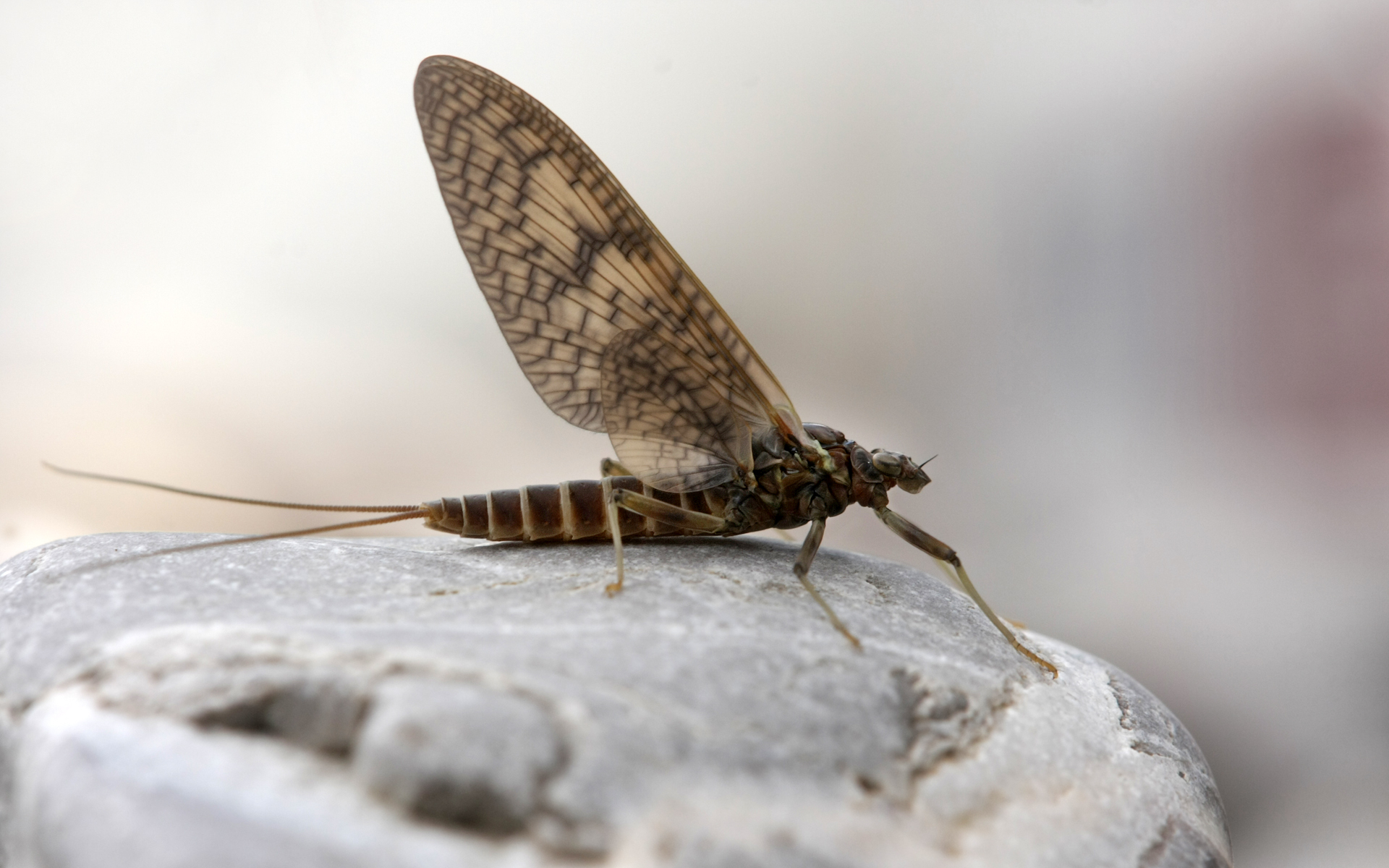
Rhithrogena germanica (Ephemeroptera)
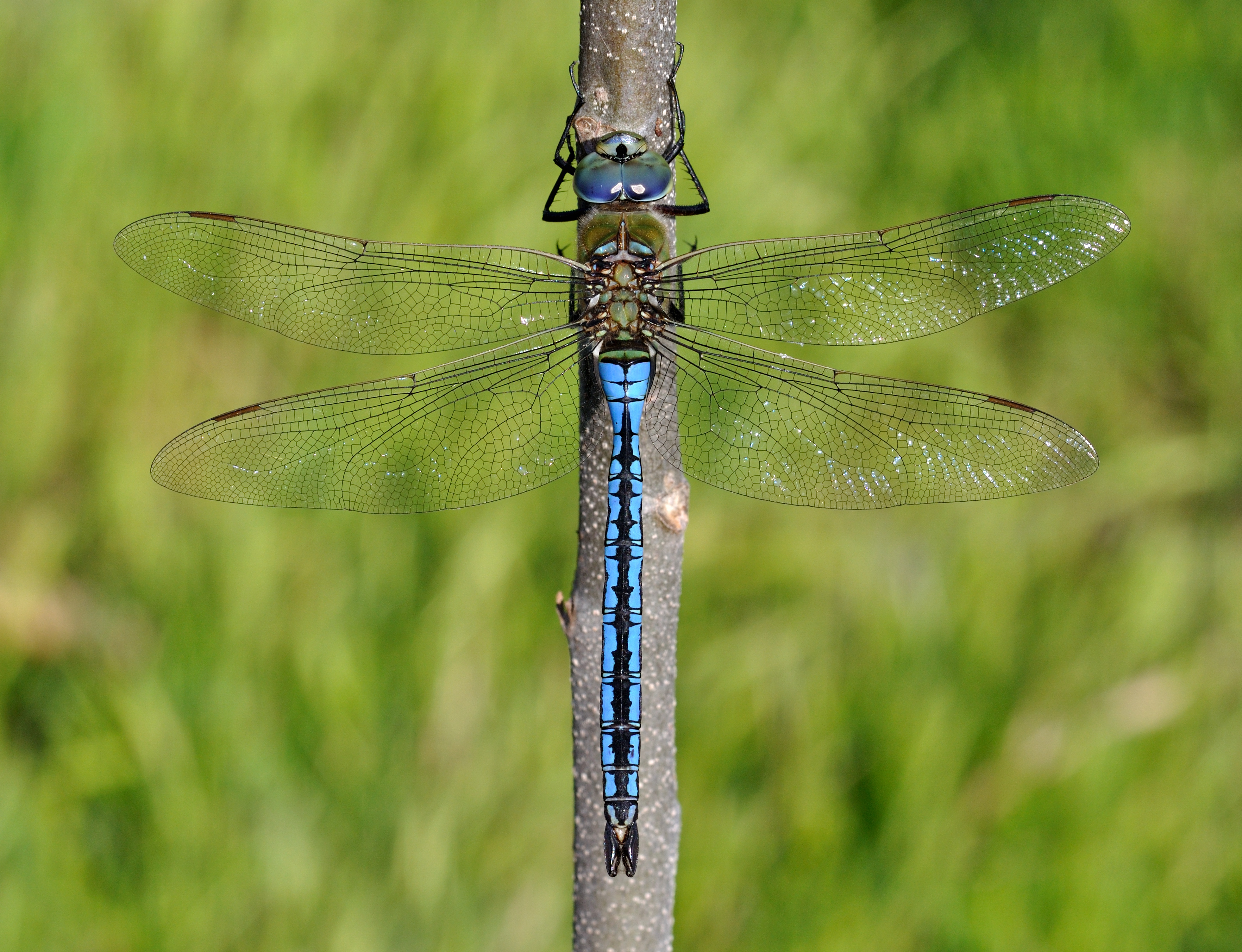
Anax imperator (Odonata)